# Турско Кадиево
Турско Кадиево или Мало Кадиево е историческо село в Източна Тракия, Турция, околия Лозенград, вилает Лозенград.

## География
Селото е било разположено на 2 километра западно от Коево и на 4 източно от Българско Кадиево.

## История
В XIX век Турско Кадиево е село в Лозенградската кааза на Одринския вилает на Османската империя. Според „Етнография на вилаетите Адрианопол, Монастир и Салоника“, издадена в Константинопол в 1878 година и отразяваща статистиката на населението от 1873 година, Малокадиево (Malokadievo) има 35 домакинства и 124 мюсюлмани.